# Battaglia della Ristigouche
La battaglia della Ristigouche  può essere considerata l'ultima delle battaglie importanti della guerra franco-indiana. Fu una battaglia prevalentemente navale, tra elementi della Royal Navy e una piccola flottiglia inviata dalla Francia per aiutare la Nuova Francia a resistere all'invasione britannica, dopo la recente caduta del Quebec.

## Preludio
Dopo le successive sconfitte nella battaglia di Lagos, quella nella Battaglia della baia di Quiberon
e la presa dei suoi porti sulla costa nordamericana, la Francia non era più in grado di rifornire le sue colonie che si ritrovavano prive di tutto. Il governo della Nuova Francia, in particolare il governatore Pierre de Rigaud de Vaudreuil-Cavagnal, il comandante in capo degli eserciti François-Gaston de Lévis e il ricco mercante Joseph-Michel Cadet scrissero al re e al suo governo delle accorate lettere in cui spiegavano la situazione nella Nuova Francia e richiedevano aiuti militari e logistici.
Le richieste di aiuto vennero ascoltate: furono noleggiate cinque navi mercantili: la Bienfaisant, la Soleil, l'Aurore, la Fidélité e la Marquise de Malauze, scortate dalla fregata Machault da ventisei cannoni e 150 uomini di equipaggio. Il comando della flottiglia fu affidato a François Chenard de la Giraudais un giovane tenente di fregata di trentatré anni che possedeva, nonostante la giovane età, una grande esperienza e le qualità necessarie per svolgere questa missione. Infatti, nel 1759, aveva già scortato diversi convogli, sempre a bordo della Machault, di cui conosceva bene le qualità nautiche.
Il convoglio levò l’ancora dal porto di Brest il 10 aprile 1760. 
I britannici, che bloccavano il porto, si misero all'inseguimento del convoglio che fu costretto a disperdersi. l'Aurore e la Soleil vennero catturate. Due settimane più tardi, al largo delle Azzorre, la Fidélité fece naufragio. 
Il 15 maggio la flottiglia così dimezzata giunse nel Golfo di San Lorenzo.
Il 18 maggio gettò l'ancora nell'estuario del fiume Restigouche dove gli amerindi locali, i Mi'kmaq, alleati dei francesi e le locali milizie acadiane, promisero di combattere gli inglesi al fianco di La Giraudais. Contemporaneamente cinque navi da guerra britanniche, guidate dal capitano John Byron, salparono da Louisbourg, nella vicina Nuova Scozia, per intercettare la flotta francese.

## Battaglia
Il 22 giugno, incalzato dagli inglesi di Byron, La Giraudais si ritrovò intrappolato in fondo alla baia dei Calori e decise di risalire il fiume Restigouche, sperando che il pescaggio delle navi di Byron non le permettesse di fare lo stesso. L'esitazione di quest'ultimo diede a La Giraudais il tempo di organizzare la sua difesa. Fece installare una batteria di cannoni a terra, quindi affondò delle barche nel canale per impedire l'accesso al fiume. Il 3 luglio Byron riuscì finalmente a entrare nel fiume. A breve distanza il combattimento fu sanguinoso e, malgrado la resistenza, gli inglesi riuscirono a distruggere la batteria costiera. La Giraudais decise di ritirarsi risalendo ulteriormente il fiume. Per i cinque giorni successivi si susseguirono furiose battaglie durante le quali La Giraudais riuscì a tenere testa a Byron. La mattina dell'8 luglio, Giraudais decise di affondare le sue navi restanti. Affinché il nemico non si impadronisse dei rifornimenti, fece saltare in aria la Machault e la Bienfaisant. La nave Marquise de Malauze, che aveva prigionieri a bordo, non subì la stessa sorte e fu catturata. Una volta a terra, i francesi stabilirono un piccolo forte e lo presidiarono.
L'8 settembre 1760 Montreal cadde nelle mani dei britannici. Il 23 ottobre la piccola guarnigione di Restigouche apprese la notizia e sei giorni dopo si arrese agli inglesi.

## Conseguenze
Con la caduta delle ultime roccaforti, in America finì la guerra. Con il Trattato di Parigi del 1763 la Gran Bretagna ottenne il pieno dominio della Nuova Francia.
Nonostante la sconfitta, la difesa di La Giraudais e la sua caparbietà gli valsero il grado di capitano.

## Esplorazione archeologica
Più di 200 anni dopo la battaglia, il relitto della Machault fu scoperto sul fondo del fiume Restigouche e scavato tra il 1969 e il 1972 utilizzando metodi di archeologia subacquea. Questa ricerca ha portato alla luce un gran numero di manufatti, che vanno dai resti dello scafo della nave e del suo equipaggiamento a numerosi beni commerciali, suggerendo che a bordo fossero presenti anche uomini d'affari. I reperti hanno approfondito notevolmente la conoscenza della battaglia, della cultura materiale delle colonie francesi e dei commerci dell'epoca. I reperti del relitto sono esposti nel centro visitatori del sito storico nazionale canadese della battaglia di Restigouche.